# دیوید آبرام
دیوید آبرام (انگلیسی: David Abram؛ زادهٔ ۲۴ ژوئن ۱۹۵۷) فیلسوف، نویسنده، و بوم‌شناس اهل ایالات متحده آمریکا، بوم‌شناس و فیلسوف آمریکایی است که بیشتر به خاطر آثارش در پیوند دادن سنت فلسفی پدیدارشناسی با مسائل زیست‌محیطی و بوم‌شناختی شناخته می‌شود.

## سایر کارها
از سال ۱۹۹۶ وی با حفظ استقلال آکادمیک خود در دانشگاه‌های مختلف جهان سخنرانی و تدریس کرده است. او در کتاب ۲۰۰۷ با عنوان «آینده‌نگرها» به عنوان ۱۰۰ رهبر الهام‌بخش قرن بیستم و همچنین توسط مجله اوتنه ریدر به عنوان یکی از صد فرد آینده‌نگر که در حال حاضر جهان را متحول می‌کنند، معرفی شد.